# Буриев, Эшмамат
Эшмамат Буриев — советский хозяйственный деятель, Герой Социалистического Труда.

## Биография
Родился в 1942 году на территории современного Музрабадского района Сурхандарьинской области. Член КПСС.
В 1964—1968 — механизатор в хозяйствах Шерабадской степи.
В 1968—1991 — механизатор, директор совхоза «Пограничник» Гагаринского района Сурхандарьинской области Узбекской ССР.
Указом Президиума Верховного Совета СССР от 26 февраля 1981 года присвоено звание Героя Социалистического Труда с вручением ордена Ленина и золотой медали «Серп и Молот».
Делегат XXVI съезда КПСС.
Жил в Сурхандарьинской области Узбекистана

## Награды и звания
- Герой Социалистического Труда (26.02.1981)
- Орден Ленина (25.12.1976, 26.02.1981)
- Орден Трудового Красного Знамени (10.12.1973)